# Éloge historique de la raison
Éloge historique de la raison est un panégyrique en forme de biographie écrit par le philosophe Voltaire en 1774.

## L'histoire
L'éloge historique de la raison raconte l'histoire de la Raison, qui, après s'être cachée dans un puits pendant des années, ressort enfin au jour et se rend compte que son règne est peut-être revenu.